# Співвідношення талії та стегон

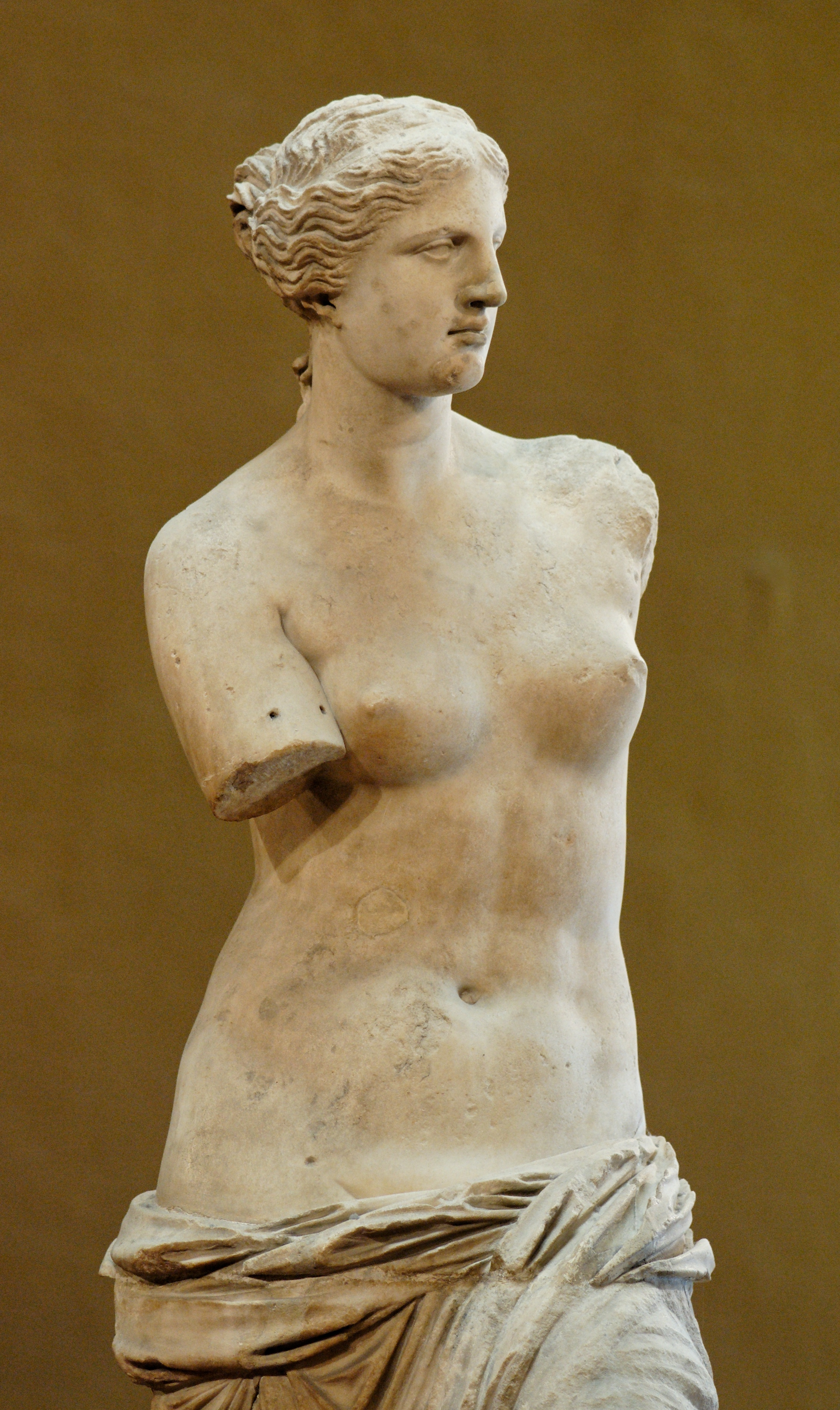
Венера Мілоська має значення СТС 0,76.

Співвідношення об'єму талії до стегон або співвідношення талії до стегон (СТС) — безрозмірне співвідношення окружності талії до окружності стегон. Величина розраховується як об'єм талії, поділений на об'єм стегон (Т⁄С). Наприклад, людина з талією 75 см і стегнами 95 см має СТС приблизно 0,79.
СТС використовувався як індикатор або міра здоров'я, фертильності та ризику розвитку серйозних захворювань. СТС корелює з уявленнями про фізичну привабливість.

## Вимірювання

Приклад співвідношення 0,7 СТС (ліворуч) у порівнянні з співвідношенням 0,9 (праворуч). У худорлявої людини талію можна виміряти в найвужчому місці, тоді як у людини з ожирінням — приблизно на 3 см вище пупка. Обхват стегна вимірюється в найширшій частині сідниць зліва, а справа — у великих вертлюгах.

### Протокол ВООЗ
Відповідно до протоколу збору даних Всесвітньої організації охорони здоров'я окружність талії слід вимірювати в середині між нижнім краєм останніх пальпованих ребер і верхньою частиною гребеня клубової кістки за допомогою стрічки, стійкої до розтягування, яка забезпечує постійну 100 г (3,53 унція) напруга. Обхват стегон слід вимірювати навколо найширшої частини сідниць, при цьому стрічка повинна бути паралельна підлозі. Інші організації використовують дещо інші стандарти. Національні інститути здоров'я Сполучених Штатів і Національне дослідження здоров'я та харчування використовували результати, отримані шляхом вимірювання у верхній частині гребеня клубової кістки. Вимірювання талії зазвичай отримують неспеціалісти шляхом вимірювання навколо талії біля пупка, але дослідження показали, що ці вимірювання можуть занижувати справжню окружність талії.
Для обох вимірювань людина повинна стояти, поставивши ноги близько одна до одної, розставивши руки в сторони і рівномірно розподіливши вагу тіла, і на ній повинно бути мало одягу. Обстежувана людина повинна бути розслабленою, а вимірювання слід проводити в кінці нормального дихання. Кожне вимірювання слід повторити двічі; якщо результати вимірювань знаходяться в межах 1 см одне від одного, слід обчислити середнє значення. Якщо різниця між двома вимірами перевищує 1 см, обидва виміри слід повторити.

### Практичне вимірювання
Однак на практиці талію зручніше вимірювати просто за найменшим окружністю природної талії, як правило, трохи вище пупка, а окружність стегон також можна вимірювати за найширшою частиною сідниць або стегон. Крім того, якщо талія опукла, а не увігнута, як, наприклад, у різних типів статури та ожиріння, талію можна виміряти на горизонтальному рівні на 3 см вище пупка.

## Показник здоров'я

### Важкі стани здоров'я
СТС використовувався як індикатор або міра здоров'я, а також як фактор ризику розвитку серйозних захворювань.
СТС використовується як вимірювання ожиріння, яке, у свою чергу, є можливим показником інших більш серйозних захворювань. ВООЗ стверджує, що абдомінальне ожиріння визначається як співвідношення талії до стегон вище 0,90 для чоловіків і вище 0,85 для жінок або індекс маси тіла (ІМТ) вище 30,0. Національний інститут діабету, захворювань органів травлення та нирок США (NIDDK) стверджує, що «загальний рівень холестерину зазвичай вищий у людей з переважним абдомінальним ожирінням, яке визначається як співвідношення окружності талії до стегон ≥ 0,8 для жінок і ≥ 1.0 для чоловіків».
|                 | Німецьке товариство спортивної медицини та профілактики (DGSP) | Німецьке товариство спортивної медицини та профілактики (DGSP) | Всесвітня організація охорони здоров'я (ВООЗ) | Всесвітня організація охорони здоров'я (ВООЗ) | Національний інститут діабету, захворювань органів травлення та нирок США (NIDDK) | Національний інститут діабету, захворювань органів травлення та нирок США (NIDDK) |
| жінки           | чоловіки                                                       | жінки                                                          | чоловіки                                      | жінки                                         | чоловіки                                                                          |                                                                                   |
| --------------- | -------------------------------------------------------------- | -------------------------------------------------------------- | --------------------------------------------- | --------------------------------------------- | --------------------------------------------------------------------------------- | --------------------------------------------------------------------------------- |
| недостатня вага | ?                                                              | ?                                                              | ?                                             | ?                                             | ?                                                                                 | ?                                                                                 |
| нормальна вага  | < 0.80                                                         | < 0.90                                                         | ?                                             | ?                                             | ?                                                                                 | ?                                                                                 |
| надмірна вага   | 0.80–0.84                                                      | 0.90–0.99                                                      | ?                                             | ?                                             | ?                                                                                 | ?                                                                                 |
| ожиріння        | > 0.85                                                         | > 1.00                                                         | > 0.85                                        | > 0.90                                        | > 0.80                                                                            | > 1.00                                                                            |

Встановлено, що СТС є більш ефективним предиктором смертності у літніх людей (> 75 років), ніж окружність талії або ІМТ. Якщо ожиріння переосмислити за допомогою СТС замість ІМТ, частка людей, віднесених до групи ризику серцевого нападу, у всьому світі збільшиться втричі. СТС може бути менш точним в осіб з ІМТ 35 або вище, і його складніше інтерпретувати, оскільки збільшення СТС може бути результатом збільшення абдомінального жиру або зменшення сухої м'язової маси навколо стегон. Відсоток жиру в організмі вважається ще більш точним показником відносної ваги. З цих трьох вимірювань лише співвідношення талії та стегон враховує відмінності в будові тіла. Отже, у двох людей однієї статі можуть бути різні індекси маси тіла, але однакове співвідношення талії та стегон, або мати однаковий індекс маси тіла, але різне співвідношення талії та стегон.
Було показано, що СТС є кращим показником серцево-судинних захворювань, ніж проста окружність талії та індекс маси тіла. Дослідження, проведене Американською кардіологічною асоціацією, показало, що вимірювання талії та порівняння її з розміром стегон може бути кращим способом прогнозування ризику серцевих захворювань, ніж широко використовуваний індекс маси тіла. Однак інші дослідження показали, що окружність талії (зокрема, співвідношення талії до зросту) є кращим показником факторів ризику серцево-судинних захворювань, ніж співвідношення талії — стегон, розподіл жиру в організмі і гіпертонія при діабеті 2 типу.

### Стрес
Гормон стресу кортизол регулюється гіпоталамо-гіпофізарно-наднирковою віссю (ГГНВ) і пов'язаний з вищим рівнем абдомінального жиру, а отже, і з вищим СТС. Абдомінальний жир є маркером вісцерального жиру (зберігається навколо важливих внутрішніх органів, таких як печінка, підшлункова залоза та кишечник), і має більший кровотік і більше рецепторів для кортизолу, ніж периферичний жир. Чим більше рецепторів кортизолу, тим чутливіша вісцеральна жирова тканина до кортизолу. Ця підвищена чутливість до кортизолу стимулює жирові клітини до подальшого збільшення розміру. Жінки, які мають поєднання нормального ІМТ і високого СТС, відчувають підвищену реакцію кортизолу на гострі стресові фактори та нездатність звикнути до повторних стресових факторів порівняно з жінками з нормальним СТС. Це свідчить про те, що високий СТС також може вказувати на дисрегуляцію ГГНВ та надмірний вплив кортизолу.
Докази зв'язку між кортизолом і центральним розподілом жиру в основному вивчалися на осіб із синдромом Кушинга. Він характеризується надмірним впливом кортизолу через підвищену активність ГГНВ. Основним компонентом синдрому Кушинга є накопичення жиру в ділянці живота, і існує гіпотеза, що підвищений рівень кортизолу сприяє цьому накопиченню. Однак ця гіпотеза залишається спірною, оскільки рівень кортизолу лише незначною мірою пояснює варіації центрального розподілу жиру. Більш імовірно, що складний набір біологічних і нейроендокринних шляхів, пов'язаних із секрецією кортизолу, сприяє центральному ожирінню, наприклад лептин, нейропептид y, кортикотропін-рилізинг-фактор і симпатична нервова система.

### Ріст і розвиток
Загалом, дорослі з дефіцитом гормону росту також мають підвищені СТС. Дорослі з нелікованим вродженим ізольованим дефіцитом гормону росту мають підвищені СТС, можливо, через підвищення співвідношення кортизон — кортизол і чутливість до інсуліну. Оскільки у цих осіб підвищене вісцеральне ожиріння, було припущено, що мінімальна секреція гормону росту теоретично збільшить резистентність до інсуліну. Однак через дефіцит гормону росту ця точка резистентності до інсуліну не може бути досягнута, і ці люди більш чутливі до інсуліну. Таким чином, у цих осіб більша ймовірність утворення жирових відкладень, що спричиняє високе СТС. Дефіцит гормону росту також корелює з СТС у дітей препубертатного віку; конкретні базові статистичні дані організму, такі як СТС, дітей у препубертатному віці з дефіцитом гормону росту можуть передбачити ефективність реакції росту на терапію штучним гормоном росту, таку як лікування rhGH.

### Статеві ознаки
Чоловіки з вродженою гіперплазією надниркових залоз, що визначається мутаціями CYP21A2, мають підвищені СТС.

### Плодючість
Жінки з високим СТС (0,80 або вище) мають значно нижчі показники вагітності, ніж жінки з нижчим СТС (0,70–0,79), незалежно від їх ІМТ. Так само було показано, що чоловіки з СТС близько 0,9 є більш здоровими та фертильними з меншою кількістю раку простати та раку яєчок.
Одним із факторів, який впливає на співвідношення талії та стегон у жінки, є її гіноїдний розподіл жиру, запас енергії, який витрачається на вирощування потомства, як для забезпечення достатніх енергетичних ресурсів під час вагітності, так і для немовляти на стадії грудного вигодовування. У середовищі предків, де їжі було мало, самка з високим рівнем гіноїдного жиру сигналізувала б самцям, що вона в оптимальному стані для розмноження та вирощування потомства. Це можна побачити з того факту, що співвідношення талії та стегон у жінок є оптимальним мінімумом у періоди піку фертильності — у пізньому підлітковому та ранньому дорослому віці, перш ніж збільшитися пізніше в житті.
Коли репродуктивна здатність жінки добігає кінця, розподіл жиру в жіночому організмі починає переходити від гіноїдного типу до андроїдного. Про це свідчить те, що відсоток андроїдного жиру набагато вищий у жінок у постменопаузі, ніж у жінок до менопаузи.
Докази свідчать про те, що СТС є точним соматичним індикатором репродуктивного ендокринологічного статусу та довгострокового ризику для здоров'я. Серед дівчат з однаковою масою тіла дівчата з нижчими СТС демонструють більш ранню ендокринну активність у пубертатному віці, що вимірюється високими рівнями лютенізуючого гормону та фолікулостимулюючого гормону, а також активності статевих стероїдів (естрадіолу). Голландське проспективне дослідження результатів програми штучного запліднення надає докази ролі СТС і плодючості. Ці дослідники повідомляють, що збільшення СТС на 0,1 одиниці знижує ймовірність зачаття за цикл на 30 % після поправки на вік, ожиріння, причини для штучного запліднення, тривалість і регулярність циклу, куріння та паритет.
Менопауза, природне або хірургічне припинення менструального циклу, виникає внаслідок загального зниження вироблення яєчниками гормонів естрадіолу та прогестерону. Ці гормональні зміни також пов'язані зі збільшенням СТС незалежно від збільшення маси тіла. Важливо, що дослідження показують, що великі СТС у пременопаузі пов'язані з нижчими рівнями естрадіолу та різницею у віці настання менопаузи. Циркулюючий естроген переважно накопичує ліпідні відкладення в сіднично-стегновій області, включаючи сідниці та стегна, і дані свідчать про те, що дефіцит естрогену, пов'язаний з менопаузою, призводить до накопичення жирових відкладень навколо живота. Цим спричиненим менопаузою змінам розподілу жиру в організмі можна протидіяти замісною гормональною терапією. Навпаки, старіючі чоловіки поступово накопичують абдомінальний жир і, отже, збільшують СТС, паралельно зі зниженням рівня андрогенів.

### Пізнавальні здібності
Використовуючи дані Національного центру статистики охорони здоров'я США, Вільям Лассек з Університету Піттсбурга в Пенсільванії та Стівен Гоулін з Університету Каліфорнії в Санта-Барбарі виявили, що показники дитини в когнітивних тестах корелюють із співвідношенням талії та стегон матері, що є проксі для скільки жиру вона накопичує на стегнах.
Діти, чиї матері мали широкі стегна та низьке співвідношення талії та стегон, отримали найвищі результати, що змусило Лассека та Гоуліна припустити, що плід отримує користь від стегнового жиру, який містить поліненасичені жирні кислоти з довгим ланцюгом, критичні для розвитку мозку плоду. Крім того, дані свідчать про те, що діти підлітків з низькою масою тіла були захищені від когнітивного дефіциту, який часто асоціюється з підлітковими пологами.

## Генетика людини
Дослідження на близнюках припустили, що від 22 % до 61 % варіабельності у співвідношенні об'єму талії до стегон може бути пояснено генетичними факторами.

## Як показник привабливості

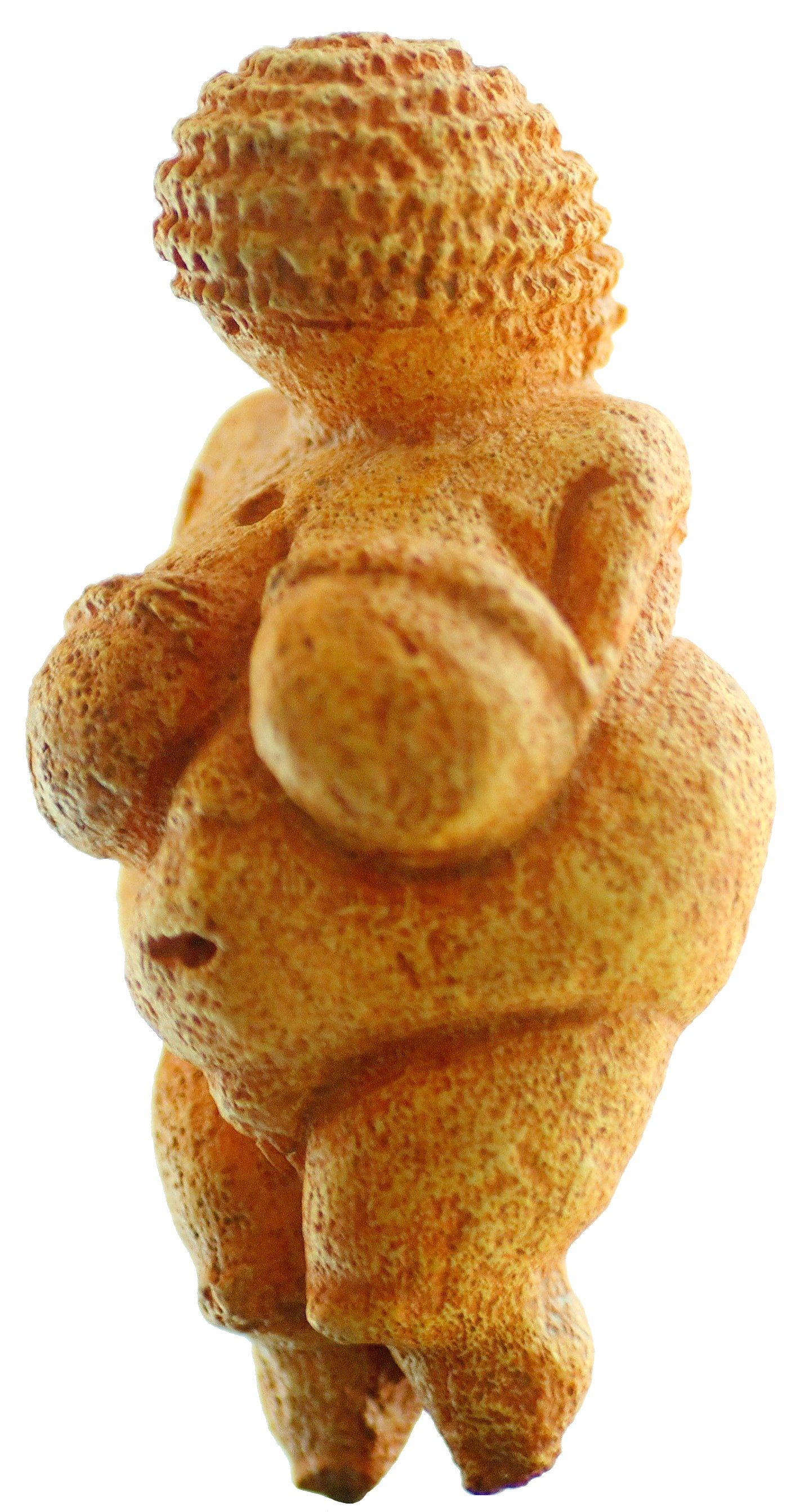
Віллендорфська Венера. Найдавніші відомі зображення жіночих фігурок датуються 23 000–25 000 роками тому і мали тіла з рудиментарними головою та кінцівками, які відрізнялися дуже високим співвідношенням талії – стегон 1:1 або більше. Можливо, що «зображення художниками огрядних жінок середнього віку не були “Венерами” у звичному розумінні цього слова. Натомість вони могли символізувати надію на виживання і довголіття в добре забезпечених і репродуктивно успішних спільнотах».

СТС вважається одним із трьох факторів жіночої привабливості, двома іншими є індекс маси тіла (ІМТ) і кривизна. Концепція та значення СТС як показника привабливості були вперше сформульовані еволюційним психологом Девендрою Сінґхом з Техаського університету в Остіні 1993 року. Сінґх стверджував, що СТС є більш послідовним маркером естрогену, ніж співвідношення грудей і талії (БТС), яке вивчав у Королівському коледжі Лондона Ґленн Вілсон у 1970-х роках.
Деякі дослідники виявили, що співвідношення талії та стегон є значним показником жіночої привабливості. Жінки з СТС 0,7 зазвичай вважаються більш привабливими чоловіками з різних культур. За деякими дослідженнями, уподобання можуть варіюватися від 0,6 у Китаї, Південній Америці та деяких країнах Африки до 0,8 у Камеруні та серед племені Хадза в Танзанії, з відзначаються відмінні уподобання відповідно до етнічної приналежності досліджуваного. У давньогрецьких і єгипетських скульптурах ідеалізовані зображення жінок зазвичай відображали коефіцієнти 0,7, тоді як в індійських і африканських творах мистецтва СТС для жіночих статуй навіть менші, відповідно 0,6 і 0,5.
Схоже, що на чоловіків у західних суспільствах більше впливає розмір жіночої талії, ніж розмір стегон: «Розмір стегон вказує на розмір тазу та кількість додаткового запасу жиру, який можна використовувати як джерело енергії. Розмір талії передає таку інформацію, як поточний репродуктивний статус або стан здоров'я … у західних суспільствах, де немає ризику сезонної нестачі їжі, талія, яка передає інформацію про плідність і стан здоров'я, буде важливішою за розмір стегон для оцінки привабливості жінки».
За західними стандартами, жінки в популяціях фуражирів мають велику кількість вагітностей, високе паразитарне навантаження і високу калорійність їжі, що містить клітковину. Ці змінні змінюються в різних культурах, що свідчить про те:
1. нормальний діапазон СТС у жінок часто був вищим, ніж у західних культурах,
2. те, що становило місцевий «СТС», змінювалося, і
3. середній СТС шлюбних самок і самок, які досягають максимальної фертильності, змінювався.

Таким чином, СТС, який вказує на початок статевого дозрівання, стать, фертильність, гормональні порушення та/або відрізняє чоловіків від жінок в одній популяції, може не мати такого значення в іншій.
У серії досліджень 1993 року, проведених Сінгхом, чоловіки використовували СТС і загальний вміст жиру в організмі для визначення привабливості жінки. У першому дослідженні чоловікам показували серію з 12 малюнків жінок з різною масою тіла і різним вмістом жиру в організмі. Малюнки з нормальною вагою і низьким СТС асоціювалися з найбільш позитивними рисами (тобто привабливі, сексуальні, розумні і здорові). Малюнки худих жіночих фігур не асоціювалися з жодними позитивними рисами, окрім молодості.
Завдяки цьому дослідженню Сінґх припускає, що чоловіки та жінки, можливо, розвинули вроджені механізми, які виявляють і використовують СТС, щоб оцінити, наскільки здорова людина та (особливо для чоловіків), зробити висновок про можливу цінність партнера/ки. Наявність здорової партнерки підвищує шанси на народження потомства з успадкованим генетичним захистом від різних захворювань, і здорова партнерка, швидше за все, буде хорошою матір'ю (Hamilton & Zuk, 1982; Thornhill, 1993).
Інші дослідження виявили, що СТС також є сигналом привабливості, виходячи за рамки дослідження жирової тканини та фертильності. Барнабі Діксон, Джина Грімшоу, Вейн Лінклейтер та Алан Діксон провели дослідження з використанням техніки відстеження погляду, щоб оцінити фіксацію чоловіків на змінених цифровим способом фотографіях однієї і тієї ж жінки, а також попросили чоловіків оцінити зображення на основі привабливості. Вони виявили, що в той час, як чоловіки фіксували увагу на грудях жінки на кожній фотографії, вони обирали зображення, де жінка мала 0,7 СТС, як найбільш привабливі, незалежно від розміру грудей. Пажоохі та ін. (2019) за допомогою стеження за очима підтвердив, що СТС, нижчі за оптимальні, під час позування в контрапосто, через що одна сторона тіла має нижчу за оптимальну СТС, залежну від погляду, сприймаються більш привабливими та є надприродними подразниками.
Крім того, посилаючись на дослідження, проведене у 2005 році Джонсоном і Тассінарі, які вивчали анімовані стимули ходьби людини, Фарід Пажухі та Джеймс Р. Ліддл припустили, що чоловіки використовують СТС не лише для оцінки привабливості, але й як засіб статевої диференціації, коли вищий СТС сприймається як більш мужній, а нижчий СТС — як показник жіночності. Пажухі та Ліддл використали цю ідею як можливе додаткове пояснення того, чому чоловіки сприймають нижчий показник СТС як більш привабливий — тому що він пов'язаний з вираженням жіночності, на відміну від маскулінності та вищого показника СТС. На цій основі було показано, що чоловіки з нижчими, більш жіночними СТС почуваються менш комфортно та повідомляють про нижчу самооцінку та самоефективність, ніж чоловіки з вищими, більш чоловічими СТС.

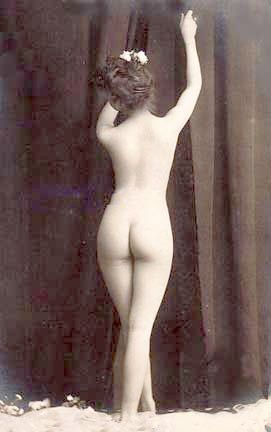
Жінки з відносно низьким співвідношенням талії та стегон (фігура «пісочний годинник») зазвичай вважаються привабливими.

Щоб підвищити свою уявну привабливість, деякі жінки можуть штучно змінювати свій видимий СТС. Методи включають використання корсета для зменшення розміру талії та підкладки для стегон і сідниць для збільшення видимого розміру стегон і сідниць. У більш ранній спробі кількісно оцінити привабливість виробники корсетів і поясів ХХ століття використовували розрахунок, який називається пружиною стегна (або пружиною стегна або гіпспрінгом), розрахованим шляхом віднімання вимірювання талії від вимірювання стегон. Однак цей розрахунок вийшов з ужитку, оскільки він є поганим показником привабливості; наприклад, обхват стегон 250 мм, швидше за все, вважатиметься досить привабливим для дорослої жінки середнього зросту, але дитина або мініатюрна жінка з таким же обхватом, швидше за все, буде сприйматися як недоїдаюча.
Привабливість СТС проти ІМТ пов'язана з фертильністю, а не з вмістом жиру. Дослідження, проведене Голлідеєм, використовувало згенеровані комп'ютером форми жіночого тіла для побудови зображень, які відповідають реальній масі жіночого тіла (індексовано ІМТ), а не формі тіла (індексовано СТС), і навпаки. Дванадцять спостерігачів (6 чоловіків і 6 жінок) оцінювали ці зображення на привабливість під час дослідження фМРТ. Оцінки привабливості корелювали зі змінами ІМТ, а не СТС. Результати показали, що крім активації у вищих областях зору, зміни ІМТ мали прямий вплив на активність у системі винагороди мозку. Це показує, що ІМТ, а не СТС, модулює механізми винагороди в мозку, і це може мати важливі наслідки для оцінки ідеального розміру тіла у людей з розладами харчування.
Інше дослідження, проведене Адріаном Фернемом, було використано як продовження дослідження Сінґха та Янга 1995 року. Загалом у дослідженні взяли участь 137 осіб. Серед них було 98 жінок. Віковий діапазон становив від 16 до 67 років. Більшість учасників були студентками та студентами старших курсів, 90 % — білі британці, решта — вихідці з Азії (Східної Індії) та Африки. Їхній освітній та соціально-економічний рівень (майже всі представники середнього класу) був досить однорідним, і жодна з осіб раніше не брала участі в жодних дослідженнях, пов'язаних з жіночою фігурою або привабливістю. Було передбачено, що вплив розміру грудей на оцінку привабливості та віку залежатиме від загального вмісту жиру в організмі та співвідношення об'єму талії до об'єму стегон.
Усі учасники та учасниці отримали буклет із вісьмома малюнками. Кожна фігура була ідентифікована як важка або струнка, жіноча СТС або чоловіча СТС, великогруда або малогруда. Учасники оцінювали показники за чотирма особистими якостями (привабливість, здоров'я, жіночність і доброта/розуміння).
Коли оцінювали привабливість фігур, виявилося, що розмір бюста, СТС та їхня вага були важливими елементами, які впливали на оцінку. Учасниці оцінювали фігури з низькою СТС як більш привабливі, здорові, жіночні, а у випадку важкої фігури — як більш добрі та розуміючі, ніж учасники-чоловіки. Це особливо цікавий висновок, оскільки більшість попередніх досліджень повідомляють, що молоді жінки ідеалізують жіноче тіло виключно на основі худорлявості. Що стосується розміру грудей струнких фігур, то виявилося, що великий чи маленький розмір грудей не впливав на оцінку привабливості, доброти чи розуміння, а більший розмір грудей лише незначно підвищував середні оцінки здоров'я та жіночності. Однак важка фігура з високим СТС і великим бюстом була оцінена всіма учасницями як найменш приваблива і здорова.
Співвідношення об'єму талії та стегон також є надійною ознакою статі людини, і існує гіпотеза, що «осіб, які представляють невідповідність на основі сигналу, наданого СТС (наприклад, жінки з високими значеннями СТС або чоловіки з низькими значеннями СТС), ймовірно, будуть розглядатися як непривабливий для протилежної статі».
Дослідження Університету Вроцлава 2017 року за участю близько тисячі жінок у різних культурах  —  спрямоване на вирішення суперечливих теорій  —  дійшли висновку, що привабливий СТС не є предиктором піку фертильності, але насправді є предиктором початку фертильності, а отже, предиктором максимального довгострокового репродуктивного потенціалу і мінімального шансу на виховання дітей від конкуруючого чоловіка. Автори дослідження дійшли висновку: «Отже, можна передбачити, що перевага низького СТС є результатом того, що чоловіки віддають перевагу жінкам на піку залишкової репродуктивної здатності, безпосередньо перед першим, ймовірно, фертильним овуляційним циклом (і без попередніх дітей)».

### Чоловіки
Дослідження виявили, що співвідношення об'єму талії до грудей є найбільшим визначальним фактором чоловічої привабливості, при цьому індекс маси тіла та співвідношення об'єму талії до стегон не настільки значущі.

## Харчування
Було проведено низку досліджень, зосереджених на харчовому складі дієти щодо змін окружності талії з поправкою на індекс маси тіла.
Цільнозернові готові до вживання вівсяні пластівці знижують рівень холестерину ліпопротеїнів низької щільності та окружність талії у дорослих із надмірною вагою або ожирінням більше, ніж дієти з низьким вмістом клітковини. Втрата ваги між групами не відрізнялася.
В американській вибірці з 459 здорових чоловіків і жінок, які брали участь у триваючому «Балтіморському довгостроковому дослідженні старіння», середньорічне збільшення [з віком] окружності талії було більш ніж у 3 рази більшим для учасників кластеру білого хліба порівняно з учасники дотримуються дієти з високим вмістом фруктів, овочів, молочних продуктів зі зниженим вмістом жиру та цільного зерна та з низьким вмістом червоного або обробленого м'яса, фаст-фуду та гозованих напоъв.
Дослідження 2011 року показує, що режим харчування з високим вмістом фруктів і молочних продуктів і низьким вмістом білого хліба, обробленого м'яса, маргарину та безалкогольних напоїв може допомогти запобігти накопиченню жиру в області живота.

## Подальше читання
- Karremans JC, Frankenhuis WE, Arons S (2010). Blind men prefer a low waist-to-hip ratio. Evolution and Human Behavior. 31 (3): 182—186. doi:10.1016/j.evolhumbehav.2009.10.001.